# Aerobik

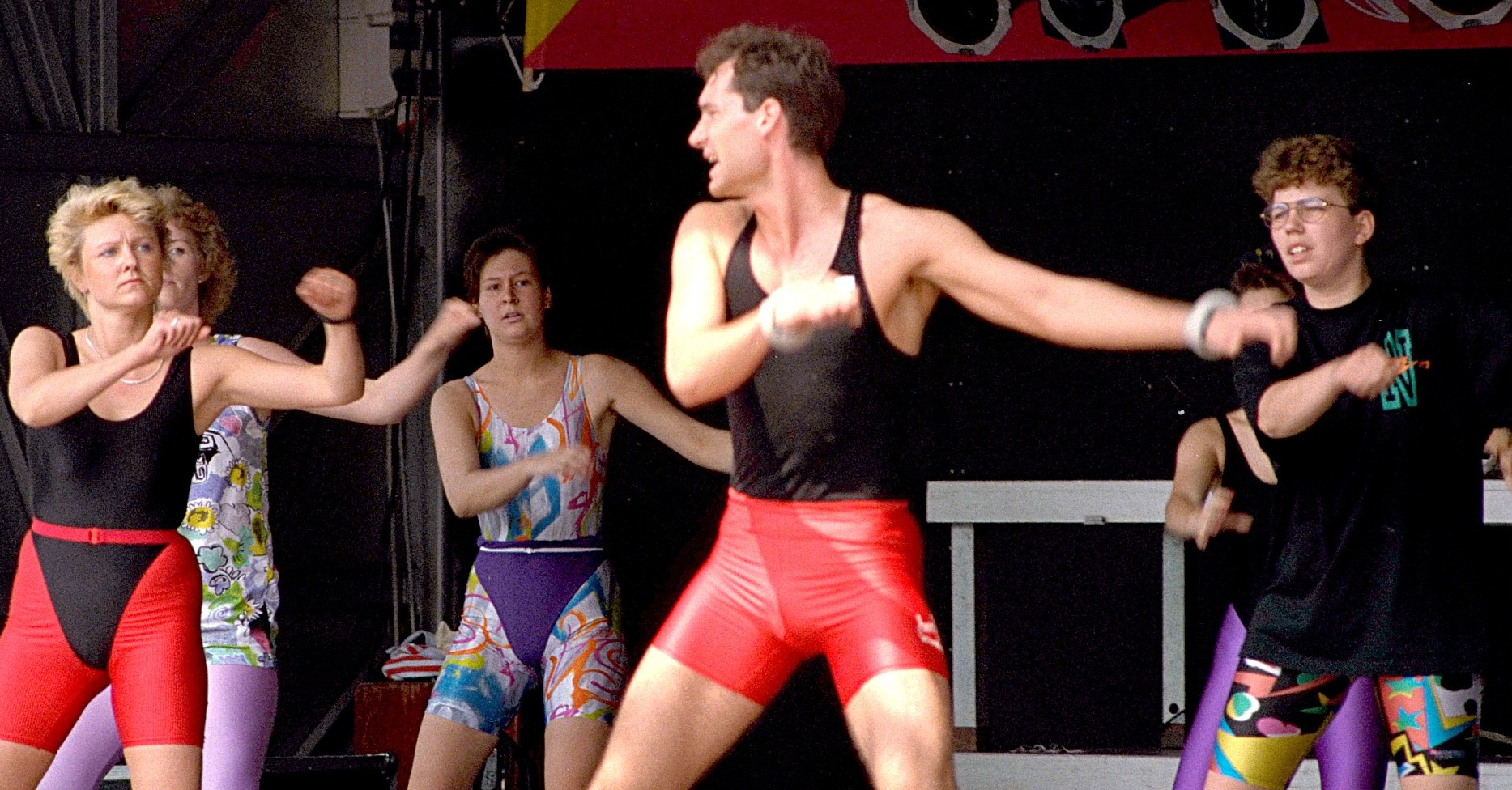
Aerobik pro veřejnost

Aerobik je kondiční cvičení při hudbě, zaměřené na rozvoj oběhové soustavy, na zvýšení úrovně vytrvalosti a výkonnosti. Příznivě ovlivňuje funkci a strukturu pohybového ústrojí a pozitivně působí na nervovou soustavu. Aerobik vznikl v USA a rychle se rozšířil do celého světa. V širším slova smyslu se někdy slovem aerobik označují i některé jiné formy aerobního cvičení, např. spinning. Sportovní podoba aerobiku se nazývá sportovní aerobik.

## Historie
Počátky aerobiku je možné vidět v práci Američana Kennetha Coopera, který vydal v roce 1968 knihu Aerobics. O doplnění aerobního cvičení o prvky tance se zasloužila Jacke Sorensenová. Zájem o aerobní cvičení zvýšila aktivní účast herečky Jane Fondové, která vydala celou řadu videokazet s programy aerobního cvičení. V osmdesátých letech dochází k určité krizi aerobiku, na jedné straně zapříčiněné zjištěnými negativními dopady tehdejší nejobvyklejší podoby aerobiku na pohybový aparát (hlavně klouby), na druhé straně vznikem mnoha specializovaných a zdokonalovaných verzí, které ale nebyly vhodné pro širokou veřejnost. V současnosti jsou ale aerobní cvičení v nejrůznějších podobách dále velmi populární.
V bývalém Československu se brzy uchytila podoba aerobiku jako rytmického cvičení s hudbou. Mezi propagátorky patřila například Helena Jarkovská, jí používaný pojem aerobní gymnastika brzy nahradil termín džezgymnastika - v Supraphonu v roce 1975 vyšla i dlouhohrající deska s názvem Džezgymnastika. V polovině 80. letech aerobik propagovala i tehdejší Československá televize pravidelným vysíláním několikaminutového pořadu "Cvičme v rytme". K velkému rozmachu došlo hlavně po roce 1989, zasloužila se o něj Olga Šípková a její následovníci s vydatnou pomocí programů televizního cvičení. Aerobik a jeho modernější podoby jsou nyní velmi rozšířenou formou cvičení pro veřejnost, zájmu veřejnosti se těší i sportovní aerobik. K propagaci aerobiku slouží řada akcí jako například každoroční Miss aerobik.

## Aerobní zátěž
Základem všech forem aerobiku je, že při nich vykonávaná cvičení je vykonáváno středně vysokou intenzitou, bez vzniku kyslíkového dluhu – je to cvičení aerobní. Pravidelné aerobní zatěžování o délce aspoň 20, ale nejlépe 50 až 90 minut, působí příznivě na srdečně-cévní systém, dýchání (zvětšení kapacity plic), pohybový systém (kloubní pohyblivost a posilování), mění metabolismus a prokázaný je i pozitivní vliv na psychiku.

## Aerobik pro veřejnost
Pro cvičební jednotku, trvající 45–60 minut, se vybírají jednoduché cviky, cvičí se v optimálním tempu a nepřerušovaně. Cvičení řídí fitness instruktor, který tvoří choreografii lekcí a má dohlížet na správné provedení jednotlivých cviků. Ty skládá ze základních pohybů, které se dělí do dvou kategorií:
- low impact – cvik, při kterém zůstává jedna noha v kontaktu se zemí;
- high impact – poskoky, tělo se při části cviku vůbec nedotýká země, v současnosti jsou omezovány kvůli zvýšené zátěži na klouby.

Doporučená forma cvičební lekce aerobiku zahrnuje zahřátí a protažení (strečink), blok aerobního cvičení, zklidnění, posilovací cviky a závěrečné protažení.
Zvláštní formou aerobiku, kterou je možné považovat za aerobik pro veřejnost, je domácí cvičení u televizních lekcí. Na hodiny aerobiku docházela podle údaje z roku 1999 příležitostně čtvrtina české populace, převážně žen.

### Cvičební pomůcky
Jednou z nejpopulárnějších pomůcek používaných při lekcích aerobiku je step – přenosný schůdek vysoký 10–30 centimetrů. Použití stepu zvyšuje zátěž svalových skupin nohou a obecně i při obvyklém nižším tempu použité doprovodné hudby i celkový výdej energie. Vyvinul se z původních rehabilitačních cvičení po operaci kolena. Při aerobiku lze použít také různé činky, plné míče, tyč zvaná fit bar, gumové pásy apod.

### Jiné formy aerobiku
V současné době existuje celá řada druhů aerobiku, které se provádějí na hudební doprovod. Ten spojuje všechny tyto aktivity, i když jejich obsah je diametrálně odlišný. Některá cviční obsahují taneční kroky, bojové prvky, cviky z gymnastiky, ale třeba i jógy atd. Pro orientaci se jich pokusíme několik vyjmenovat.
- Step aerobic – základem cvičení je vystupování na step neboli odpružený plastový stupínek

- Dance aerobic – forma klasického aerobiku, která využívá tanečních kroků

- Body styling, P-class – silové cvičení určené k formování svalů

- Funky aerobik – aerobik využívající tanečních pohybů ve stylu funk

- Kick box aerobic, Tae bo – cvičení, které využívá prvků bojového umění

- Aqua aerobik – cvičení prováděné ve vodě

- Fit ball – posilování na velkých míčích

- Spinning – trénink se provádí na speciálním stacionárním kole[3]

## Soutěžní aerobik

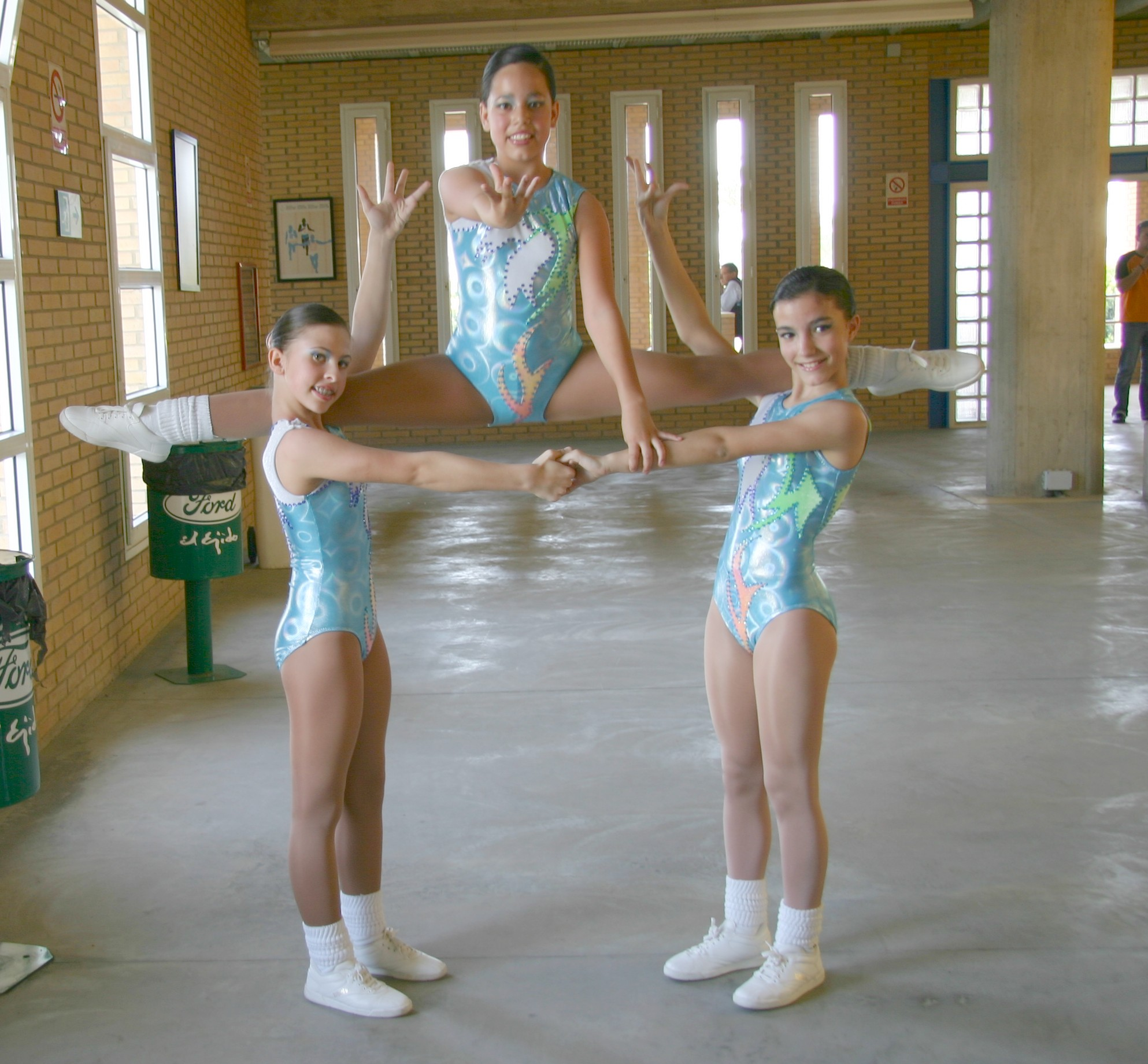
Juniorské trio závodnic ve sportovním aerobiku

Sportovní aerobik je aerobik upravený pro soutěžní podmínky. Je určený pro vrcholové sportovce, je sportem pro jednotlivce, dvojice, tria i malá družstva a vyznačuje se vysokou úrovní zátěže, náročnými cviky síly, obratnosti i pohyblivosti. Soutěže ve sportovním aerobiku mají svůj vrchol v mistrovství světa.
Ve sportovním aerobiku jsou různé druhy soutěžení, jako například single (jednotlivec), trio (trojice),step a skupina.
Disciplínou s menší náročností jsou kategorie tzv. fitness, určené pro početnější družstva, také s použitím stepu.
Soutěžní formu má i soutěžní master class, který je podobný lekci aerobiku, vedené uznávaným lektorem (to je podstata termínu master class), při níž ale porota v průběhu jednotlivých kol vybírá postupující podle předem stanovených kritérií.